# 亞布盧尼夫卡 (利京區)
49°20′37″N 27°52′5″E / 49.34361°N 27.86806°E
亞布盧尼夫卡（烏克蘭語：Яблунівка），是烏克蘭的村落，位於該國西南部文尼察州，由文尼察區負責管轄，面積0.09平方公里，海拔高度319米，2001年人口152，人口密度每平方公里1,670.33人。